# 普林斯顿大学艺术博物馆
普林斯顿大学艺术博物馆 (英語：Princeton University Art Museum) 是一座位于美国普林斯顿大学的博物馆。

## 历史
1882年创建，收藏92,000多件从远古时期到当代时期的藏品，覆盖亚洲艺术，非洲艺术，美洲艺术。免费参观，每年有20万游客来访。

## 画廊

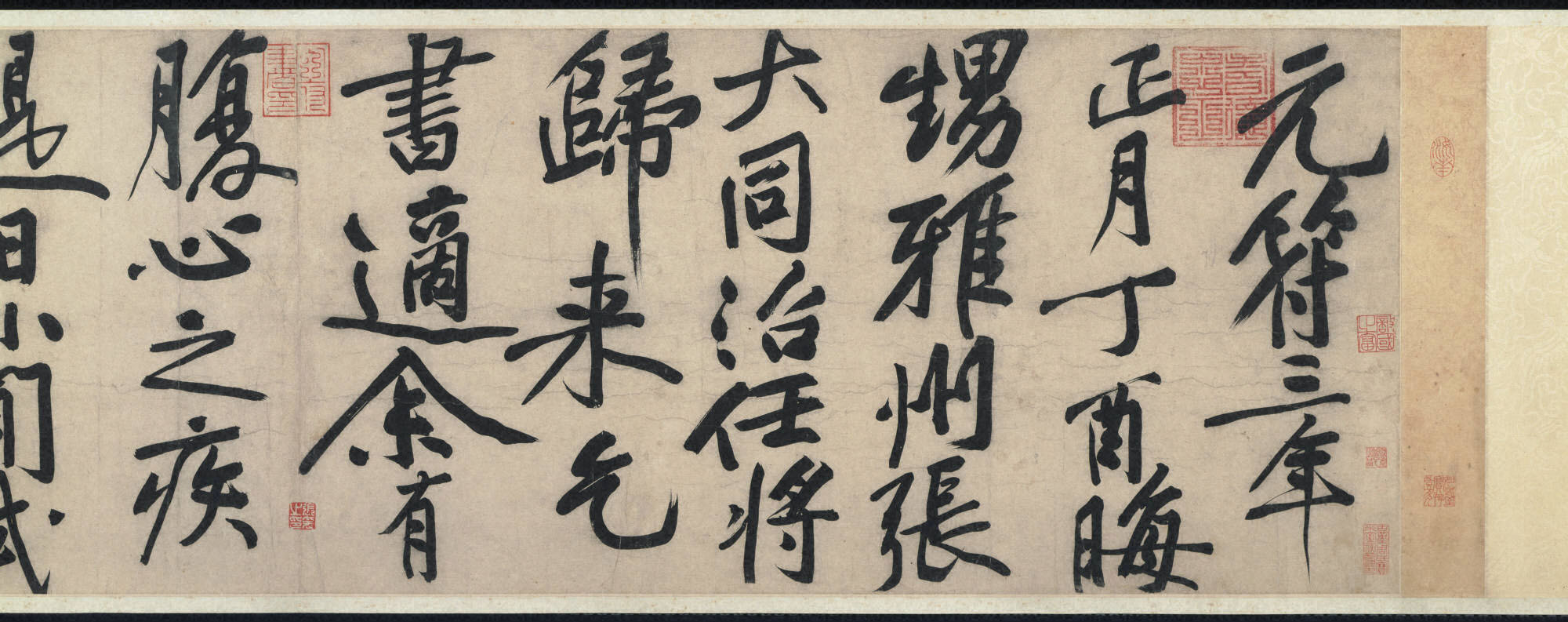
黄庭坚，《赠张大同卷跋尾》，1100年
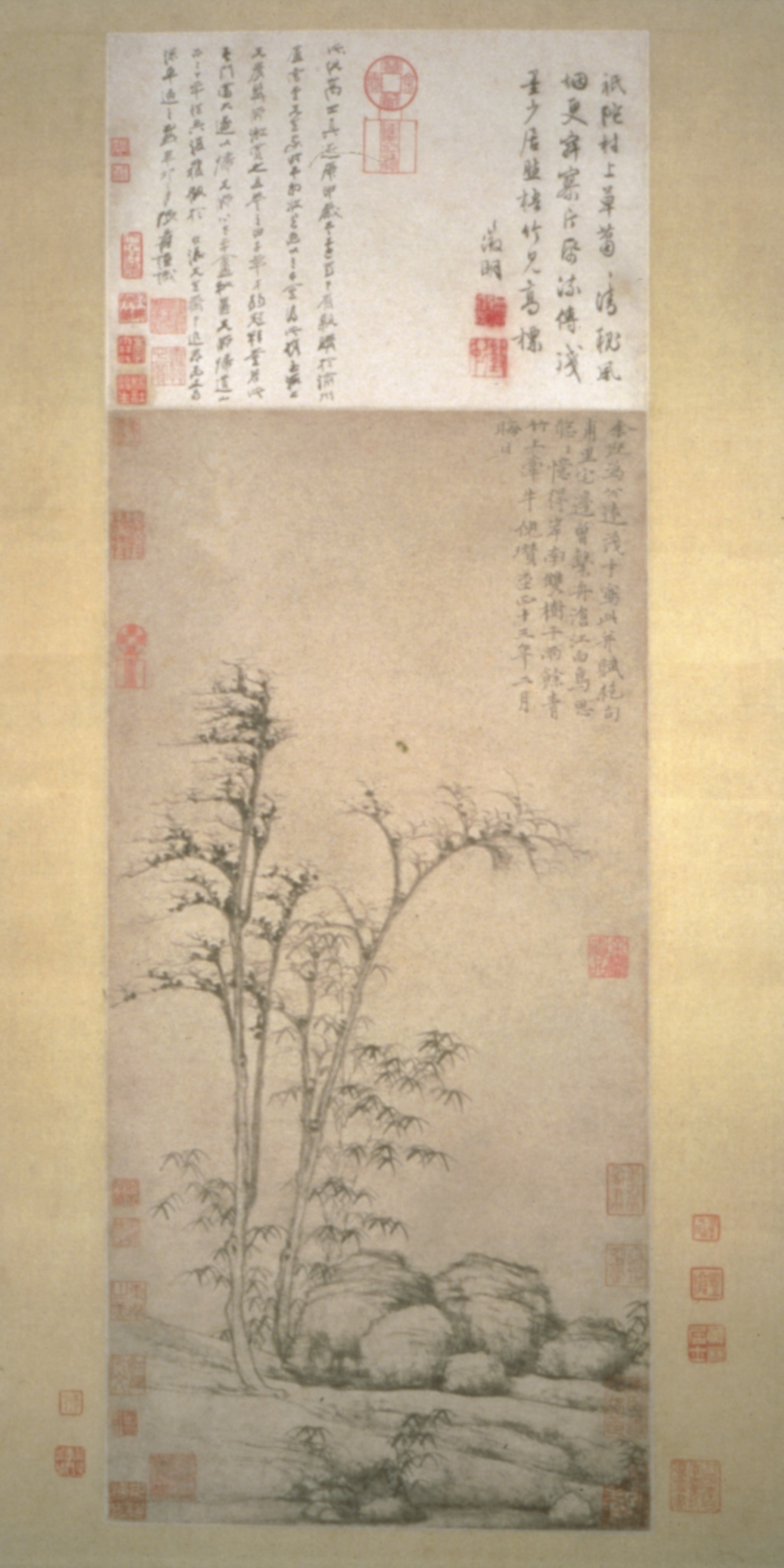
倪瓚，《岸南双树图》，1353年
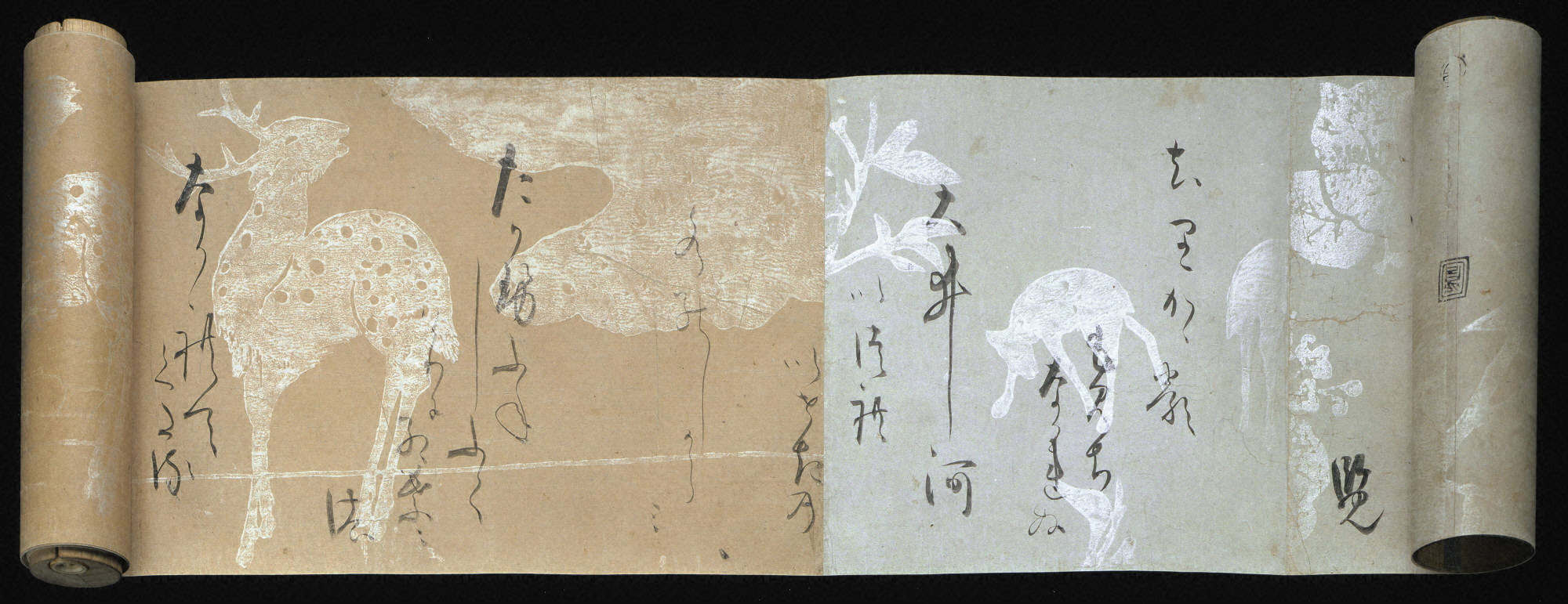
本阿弥光悦，1615年
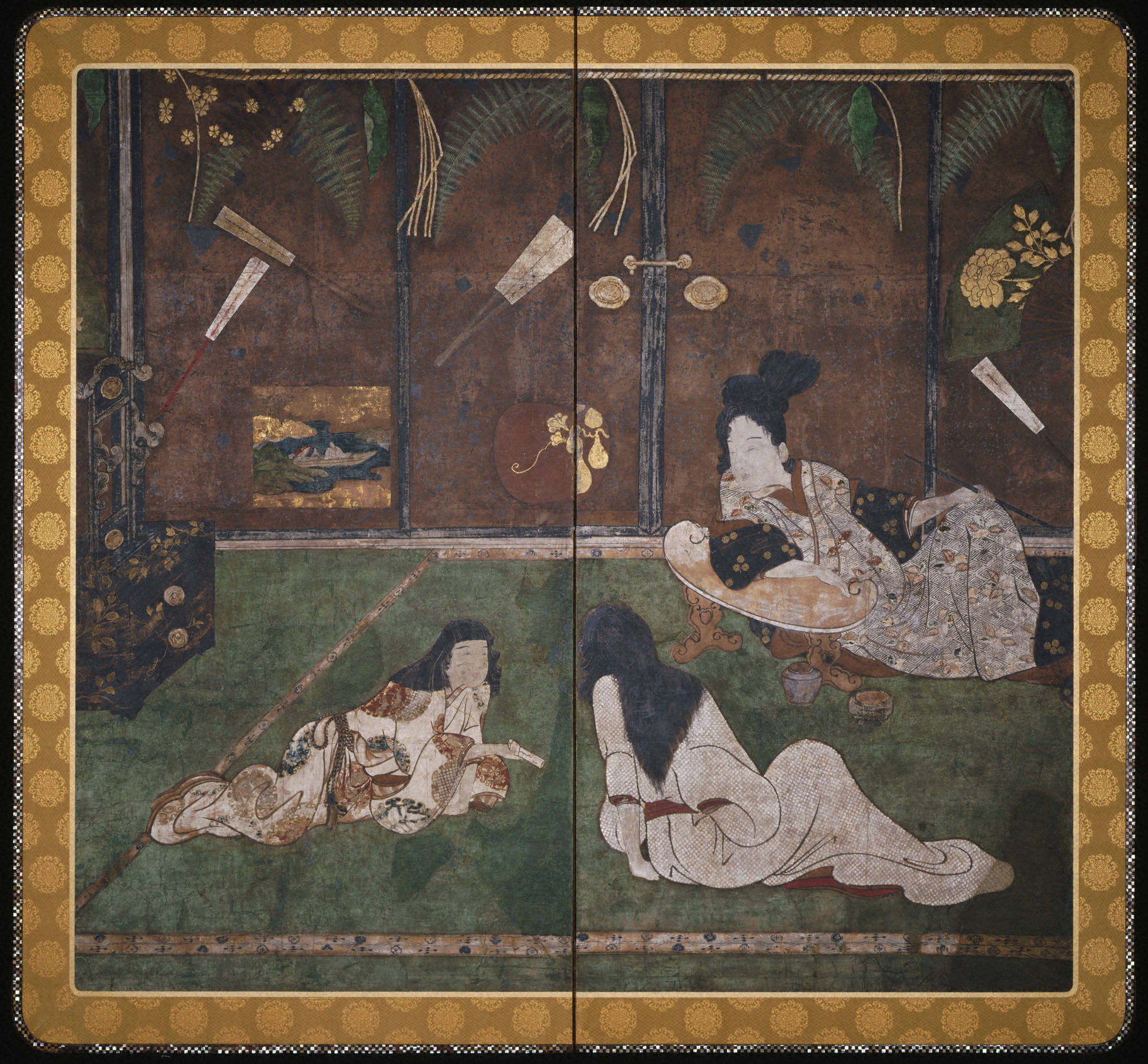
1624年至1644年

## 营业时间
- 周二至周日：上午十点至下午五点，周四延长至晚上九点闭馆
- 周一闭馆[3]